# ايزومي ساكاي
ايزومي ساكاي (باليابانية: 坂井泉水؛ بالكانا: さかい いずみ) هي مغنية وكاتبة غنائية وشاعرة يابانية، ولدت في 6 فبراير 1967 في هيراتسوكا في اليابان، وتوفيت في 27 مايو 2007 في Shinanomachi ‏ في اليابان بسبب رضة دماغية.

## وصلات خارجية
- الموقع الرسمي
- ايزومي ساكاي على موقع IMDb (الإنجليزية)
- ايزومي ساكاي على موقع ميوزك برينز (الإنجليزية)
- ايزومي ساكاي على موقع أول ميوزيك (الإنجليزية)
- ايزومي ساكاي على موقع ديسكوغز (الإنجليزية)
- ايزومي ساكاي على موقع قاعدة بيانات الفيلم (الإنجليزية)
- ايزومي ساكاي على موقع ANN person (الإنجليزية)